# Achim Seidel (Jurist)
Achim Seidel (* 28. Juni 1968 in Bernkastel-Kues) ist ein deutscher Jurist und seit Januar 2023 Richter am Bundesverwaltungsgericht.

## Leben
Seidel schloss seine juristischen Ausbildung ab, war zunächst kurz als Richter auf Probe am Landgericht Trier tätig und arbeitete dann als wissenschaftlicher Mitarbeiter an der Universität Trier. 1997 wurde er wissenschaftlicher Assistent an der Ludwig-Maximilians-Universität München. Dort promovierte er 2000 mit einer Dissertation über öffentlich-rechtlichen und privatrechtlichen Nachbarschutz zum Doktor der Rechte. Im September 2003 begann er eine Tätigkeit am Verwaltungsgericht München und war von Dezember 2005 bis September 2007 offiziell Angehöriger des Bayerischen Staatsministeriums des Innern, jedoch unter Abordnung zur Bayerischen Staatskanzlei.
Es folgten Verwendungen beim Landratsamt Rosenheim und bei der Landesanwaltschaft Bayern, bevor Seidel im Oktober 2013 an das Verwaltungsgericht München zurückkehrte. Im Februar 2016 erfolgte die Versetzung zum Bayerischen Verwaltungsgerichtshof und Ernennung zum Richter am Verwaltungsgerichtshof.
Seidel wurde vom Richterwahlausschuss des Deutschen Bundestags am 7. Juli 2022 gewählt. Anfang 2023 nahm er die Tätigkeit beim Bundesverwaltungsgericht auf, wo ihm der 7. Revisionssenat zugewiesen wurde. Im November 2023 wechselte Seidel dann in den 4. Revisionssenat.